# Coupe d'Océanie de football 1996
La Coupe d'Océanie 1996 est une compétition de football qui s'est déroulée entre le 10 novembre 1995 et le 1er novembre 1996. 16 ans après la précédente édition de 1980 organisée en Nouvelle-Calédonie, 4 équipes y prennent part. C'est l'Australie, tenante du titre, qui remporte la Coupe d'Océanie, après avoir battu en finale Tahiti. Cette victoire permet aux Australiens de se qualifier pour la Coupe des confédérations 1997.

## Tournois de qualification
Deux compétitions régionales servent de tour préliminaire à la Coupe d'Océanie des nations : la Coupe de Polynésie et la Coupe de Mélanésie. Les vainqueurs de chacun des trophées retrouvent ensuite l'Australie et la Nouvelle-Zélande en Coupe d'Océanie.

### Coupe de Mélanésie 1994
- La Coupe de Mélanésie 1994 se déroule aux Îles Salomon du 3 au 8 juillet 1994.
Le vainqueur se qualifie pour la Coupe d'Océanie 1996.

| Rang | Équipe                    | Pts | J | G | N | P | Bp | Bc | Diff |  | Résultats                 |  |     |     |     |     |
| ---- | ------------------------- | --- | - | - | - | - | -- | -- | ---- |  | ------------------------- |  | --- | --- | --- | --- |
| 1    | Îles Salomon              | 12  | 4 | 4 | 0 | 0 | 10 | 1  | +9   |  | Îles Salomon              |  | 1-0 | 2-0 | 3-1 | 4-0 |
| 2    | Fidji                     | 9   | 4 | 3 | 0 | 1 | 8  | 4  | +4   |  | Fidji                     |  |     | 1-0 | 3-1 | 4-2 |
| 3    | Papouasie-Nouvelle-Guinée | 4   | 4 | 1 | 1 | 2 | 2  | 4  | -2   |  | Papouasie-Nouvelle-Guinée |  |     |     | 1-0 | 1-1 |
| 4    | Nouvelle-Calédonie        | 3   | 4 | 1 | 0 | 3 | 5  | 9  | -4   |  | Nouvelle-Calédonie        |  |     |     |     | 3-2 |
| 5    | Vanuatu                   | 1   | 4 | 0 | 1 | 3 | 5  | 12 | -7   |  | Vanuatu                   |  |     |     |     |     |

### Coupe de Polynésie 1994
- La Coupe de Polynésie 1994 se déroule aux Samoa occidentales du 24 au 28 novembre 1994
Le vainqueur se qualifie pour la Coupe d'Océanie 1996.

| Rang | Équipe             | Pts | J | G | N | P | Bp | Bc | Diff |  | Résultats          |  |     |     |     |
| ---- | ------------------ | --- | - | - | - | - | -- | -- | ---- |  | ------------------ |  | --- | --- | --- |
| 1    | Tahiti             | 9   | 3 | 3 | 0 | 0 | 10 | 1  | +9   |  | Tahiti             |  | 1-0 | 7-0 | 2-1 |
| 2    | Tonga              | 4   | 3 | 1 | 1 | 1 | 4  | 4  | 0    |  | Tonga              |  |     | 2-2 | 2-1 |
| 3    | Samoa occidentales | 4   | 3 | 1 | 1 | 1 | 5  | 10 | -5   |  | Samoa occidentales |  |     |     | 3-1 |
| 4    | Samoa américaines  | 0   | 3 | 0 | 0 | 3 | 3  | 7  | -4   |  | Samoa américaines  |  |     |     |     |

## Coupe d'Océanie 1996
Les 4 participants à la Coupe d'Océanie de football 1996 sont :
- Australie  - qualifiée d'office et tenant du titre
- Nouvelle-Zélande  - qualifiée d'office
- Tahiti  - vainqueur de la Coupe de Polynésie 1994
- Îles Salomon  - vainqueur de la Coupe de Mélanésie 1994

La compétition se déroule chez chacun des engagés en matchs aller et retour (domicile-extérieur) à élimination directe.
|  | Demi-finales     | Demi-finales |        |       | Finale | Finale |
|  |                  |              |        |       |        |        |
|  |                  |              |        |       |        |        |
|  |                  |              |        |       |        |        |
|  | Australie        | 0 • 3        |        |       |        |        |
|  | Australie        | 0 • 3        |        |       |        |        |
|  | Nouvelle-Zélande | 0 • 0        |        |       |        |        |
|  | Nouvelle-Zélande | 0 • 0        | Tahiti | 0 • 0 |        |        |
|  |                  |              | Tahiti | 0 • 0 |        |        |
|  |                  | Australie    | 6 • 5  |       |        |        |
|  | Îles Salomon     | Australie    | 6 • 5  | 0 • 1 |        |        |
|  | Îles Salomon     |              |        | 0 • 1 |        |        |
|  | Tahiti           | 1 • 2        |        |       |        |        |
|  | Tahiti           | 1 • 2        |        |       |        |        |

### Demi-finales
| 10 novembre 1995 aller | Nouvelle-Zélande | 0 - 0 | Australie | Queen Elizabeth II Park, Christchurch        |
|                        |                  |       |           | Spectateurs : 8 000 Arbitrage : Barry Tasker |

| 15 novembre 1995 retour | Australie                                | 3 - 0 | Nouvelle-Zélande | Breakers Stadium, Newcastle                    |                                                |
|                         | Mori 33e · Wade 45e (pen.) · Spiteri 51e |       |                  | Spectateurs : 8 858 Arbitrage : Simon Micallef | Spectateurs : 8 858 Arbitrage : Simon Micallef |

| 17 novembre 1995 aller | Îles Salomon | 0 - 1 | Tahiti       | Lawson Tama Stadium, Honiara                |                                             |
|                        |              |       | Rousseau 72e | Spectateurs : 15 000 Arbitrage : Intaz Shah | Spectateurs : 15 000 Arbitrage : Intaz Shah |

| 11 mai 1996 retour | Tahiti                    | 2 - 1 | Îles Salomon | Pater Stadium, Papeete                      |                                             |
|                    | Rousseau 46e · Gatien 88e |       | Seni 81e     | Spectateurs : 15 000 Arbitrage : Derek Rugg | Spectateurs : 15 000 Arbitrage : Derek Rugg |

### Finale
| 27 octobre 1996 aller | Tahiti | 0 - 6 | Australie                                                | Stade olympique, Papeete                     |                                              |
|                       |        |       | Tapai 5e · Trimboli 20e · Trajanovski 25e, 28e, 44e, 89e | Spectateurs : 5 000 Arbitrage : Barry Tasker | Spectateurs : 5 000 Arbitrage : Barry Tasker |

| 1er novembre 1996 retour | Australie                                                  | 5 - 0 | Tahiti | Bruce Stadium, Canberra                    |                                            |
|                          | Hooker 11e · Trajanovski 21e, 36e, 54e · Raumati 31e (csc) |       |        | Spectateurs : 9 421 Arbitrage : Intaz Shah | Spectateurs : 9 421 Arbitrage : Intaz Shah |

## Meilleurs buteurs
7 buts
- Kris Trajanovski

2 buts
- Jean-Loup Rousseau

## Sources et liens externes
- (en) Feuilles de matchs et infos sur RSSSF